# Hedwig Denk
Hedwig Denk (* 21. April 1888 in Wien; † nach 1927) war Kunsthandwerkerin, Textilkünstlerin sowie Grafikerin und für die Wiener Werkstätte und den Österreichischen Werkbund tätig.

## Leben und Werk
Die Tochter des Fabrikanten August Denk (Erste Wiener Präge- und Golddruck-Anstalt, Buch- und Steindruckerei in Wien Gumpendorf) und Maria Denk, geb. Höbl, wurde von 1808/09 bis 1911/12 an der Kunstschule für Frauen und Mädchen sowie 1912 bis 1915 an der k.k. Kunstgewerbeschule bei Rudolf von Larisch, Anton von Kenner, Alfred Roller und Rosalia Rothansl ausgebildet. Sie war Mitglied bei der Vereinigung bildender Künstlerinnen Österreichs, beim Österreichischen Werkbund sowie bei der Wiener Frauenkunst.
Für die Wiener Werkstätte schuf Hedwig Denk zwischen 1916 Blumen aus Stroh, Tüll und Perlen sowie Krampus- und Nikolausfiguren. Zudem wurden von ihr Stickereien, Netz- und Tüllstickereien publiziert und sie wurde im Zusammenhang mit einer kalligraphischen Ausstellung erwähnt. Sie hat mindestens ein Kinderbuch gestaltet, um 1910 Der große und der kleine Klaus.
In einem biographischen Nachschlagewerk steht, sie sei mit Karl Denk († 1928), Pädagoge, Obmann des Zentralvereins der Wiener Lehrerschaft, verheiratet gewesen und habe später zeitweise in Köln und ab 1942 in Berlin-Lichterfelde gelebt. Die neuere Kurzbiographie im Katalog der Ausstellung Die Frauen der Wiener Werkstätte 2021 im Wiener Museum für angewandte Kunst griff diese Informationen jedoch nicht mehr auf.

## Ausstellungen (Auswahl)
- 1915/16: Modeausstellung, Österreichisches Museum für Kunst und Industrie[9]
- 1926: Internationale Ausstellung moderner künstlerischer Schrift, Österreichisches Museum für Kunst und Industrie[10]
- 1927/28: Wiener Frauenkunst, Österreichisches Museum für Kunst und Industrie[9]